# Adenophora stenanthina
Adenophora stenanthina là loài thực vật có hoa trong họ Hoa chuông. Loài này được Carl Friedrich von Ledebour mô tả khoa học đầu tiên năm 1814 dưới danh pháp Campanula stenanthina. Năm 1939 Masao Kitagawa chuyển nó sanh chi Adenophora.